# Saartneem
Saartneem är en ö och ett rev utanför Estlands nordkust i Finska viken. Den kallas också Kuradisaar som betyder Djävulsön. Den ligger i Haljala kommun (före 2017 Vihula kommun) i Lääne-Virumaa, 70 km öster om huvudstaden Tallinn. En smalt undervattensrev förbinder ön med halvön Käsmu poolsaar. Åt väst ligger samma halvös nordligaste udde Palganeem, åt sydost ligger viken Käsmu laht och österut på andra sidan nämnda vik ligger halvön Vergi poolsaar. 

## Källor

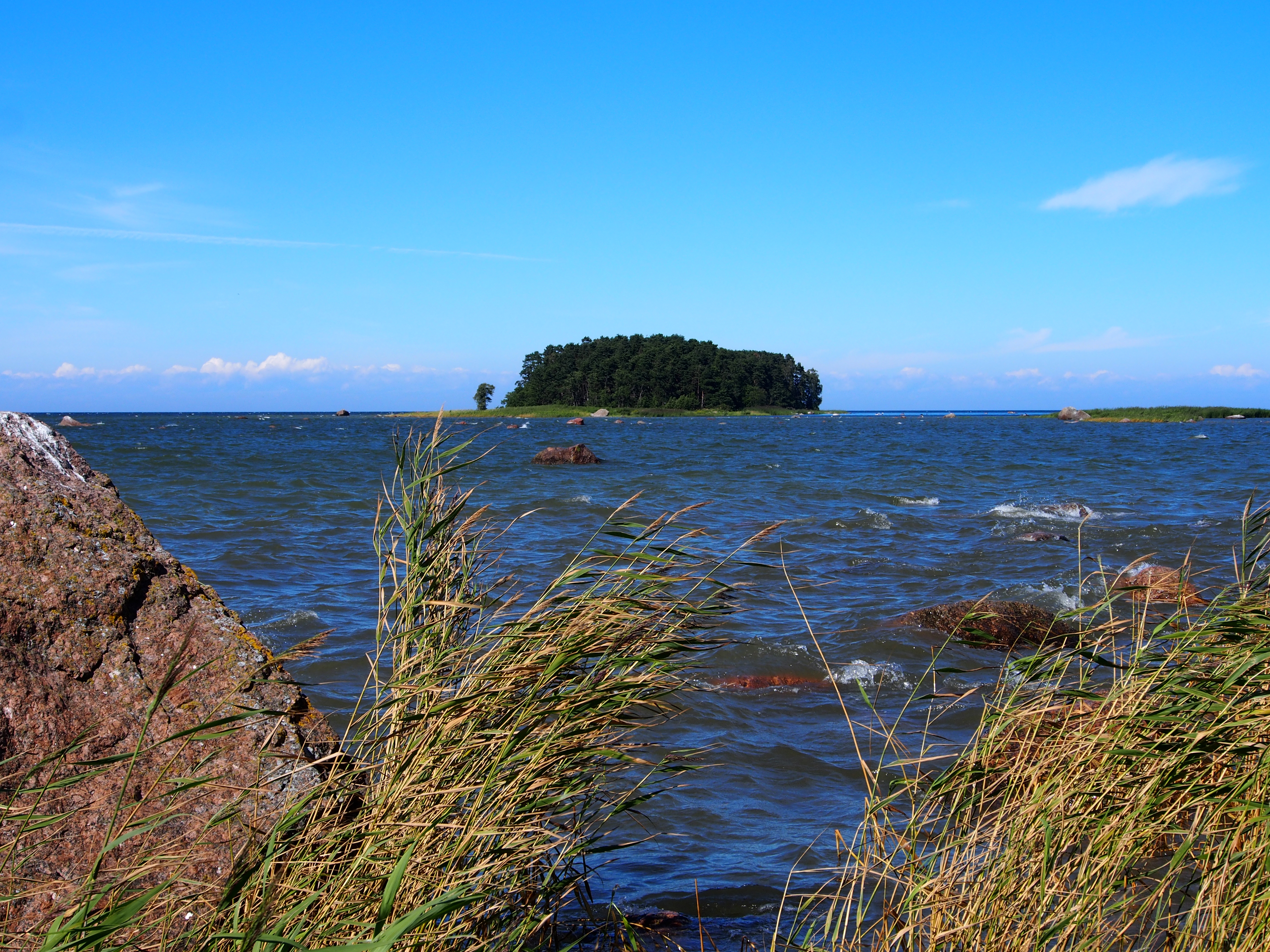